# Rio Corbul Ucei
O Rio Corbul Ucei é um rio da Romênia, afluente do Olt, localizado no distrito de Braşov.